# Jan de Kleyn (officier)
Jan Hendrik de Kleyn (Singkawang (nabij Pontianak op Borneo), 1941) is een Nederlands gepensioneerd luitenant-generaal van de Koninklijke Landmacht.
De Kleyn was Chef van de Staf van de NAVO in Heidelberg en tevens plaatsvervangend commandant van de NAVO-landstrijdkrachten in Centraal-Europa.
Sinds zijn pensionering in 1998 vervult hij een aantal advies- en bestuurstaken.
De Kleyn is lid van het Kapittel voor de Civiele Orden en was van 2002 tot 1 januari 2015 voorzitter van het Kapittel van de Militaire Willems-Orde.
Hij schreef het voorwoord van het in 2019 verschenen boek Kapitein Raymond Westerling en de Zuid-Celebes-affaire (1946-1947) van Bauke Geersing.

## Militaire loopbaan
- Luitenant:[3]
- Kapitein: 1976 - 1979[3]
- Majoor:[4]
- Luitenant-kolonel:[4]
- Kolonel:[4]
- Brigadegeneraal:[4]
- Generaal-majoor:[4]
- Luitenant-generaal:[5]

## Onderscheidingen
- Ridder in de Orde van de Nederlandse Leeuw[3]
- Officier in de Orde van Oranje-Nassau op 2 februari 2015[4]
- Ereteken voor Verdienste in goud
- Onderscheidingsteken voor Langdurige Dienst als officier
- Huwelijksmedaille 1966
- Inhuldigingsmedaille 1980
- Landmachtmedaille
- Kruis voor betoonde marsvaardigheid
- Kruis van de Koninklijke Vereniging van Nederlandse Reserve-Officieren voor de Militaire Prestatietocht
- Grote kruis van verdienste met Ster in de Orde van Verdienste van de Bondsrepubliek Duitsland[3]
- Officier in de Orde van Verdienste van de Republiek Polen